# شهر کورفو
شهر قدیمی کورفو در جزیره کورفو واقع در استان جزایر ایونی، یونان قرار دارد. از زمان اصلاحات دولت محلی در سال ۲۰۱۹، این شهر بخشی از شهرداری مرکزی کورفو و جزایر دیاپونتیا است. این شهر مرکز شهرداری و واحد منطقه ای کورفو است. این شهر همچنین به عنوان پایتخت منطقه جزایر ایونی عمل می‌کند. این شهر (جمعیت در سال ۲۰۱۱: ۳۹۶۷۴ نفر و کل جزیره ۱۱۱۹۷۵ نفر) یک جاذبه توریستی و مرکز منطقه ای یونان است و از دوران باستان نقش مهمی در تاریخ یونان داشته‌است.
این شهر در سال ۲۰۰۷، به دنبال توصیه ایکوموس در فهرست میراث جهانی یونسکو ثبت شد. اجلاس اتحادیه اروپا در سال ۱۹۹۴ در کورفو برگزار شد.
این شهر یک مقصد گردشگری محبوب است. شهر قدیمی کورفو در قسمت وسیع شبه جزیره ای قرار دارد که انتهای آن در ارگ ونیزی (به یونانی: Παλαιό Φρούριο) توسط یک گودال مصنوعی که در یک خندق طبیعی شکل گرفته، با خندقی از آب نمک در پایین، از آن جدا شده‌است که همچنین به عنوان نوعی مارینا معروف به Contra-Fossa عمل می‌کند. از آنجایی که شهر قدیمی در درون استحکامات توسعه یافته، هر متر زمین در آن گرانبها بود. از این رو این شهر هزارتویی از خیابان‌های باریک است که با سنگفرش پوشیده شده‌اند، گاهی پرپیچ‌وخم اما بیشتر دلپذیر، رنگارنگ و تمیز درخشان. در حالی که بسیاری از آنها برای تردد وسایل نقلیه بسیار باریک هستند. تفرجگاهی در کنار ساحل به سمت خلیج گاریتسا (Γαρίτσα) و همچنین مسیری بین شهر و ارگ به نام لیستون (Λιστόν) وجود دارد که در آن رستوران‌های مجلل و غداخوری‌های کوچک اروپایی به وفور وجود دارد.
تصویر ارگ کورفو در پشت اسکناس ۵۰۰ دراخمایی یونانی ۱۹۸۳–۲۰۰۱ به تصویر کشیده شده‌است.
ویلای مون ریپوس در ارتفاعات جنگل پالایوپولیس، در جنوبِ شهر کورفو واقع شده‌است.

تصویر سراسرنما از شهر قدیمی

## خواهرشهرها
خواهرخوانده‌های کورفو:
| - کروشواس، صربستان، از 19 October 1985) - پافوس، قبرس، از 5 July 1992 - فاماگوستا، قبرس، از 13 August 1994 - مایسن، المان، از 26 September 1996 - ترویزدورف، المان، از 4 October 1996 - Asha, قبرس، از 3 May 1998 - بریندیزی، از 21 May 1998 - Vathi, Samos یونان، از 29 July 1998 | - کارووینیو، ایتالیا، از 7 May 2000 - کپر، اسلوونی، اسلوونی، از 7 December 2000) - سارانده، آلبانی، از 12 July 2001) - تریمیتوزیا، قبرس، از 9 December 2001 - یوآنینا، یونان، از 21 December 2002 - بلگراد، صربستان، از 25 February 2010 - بتلهم، پنسیلوانیا، پنسیلوانیا، آمریکا، از 21 March 2013 |

## نگارخانه

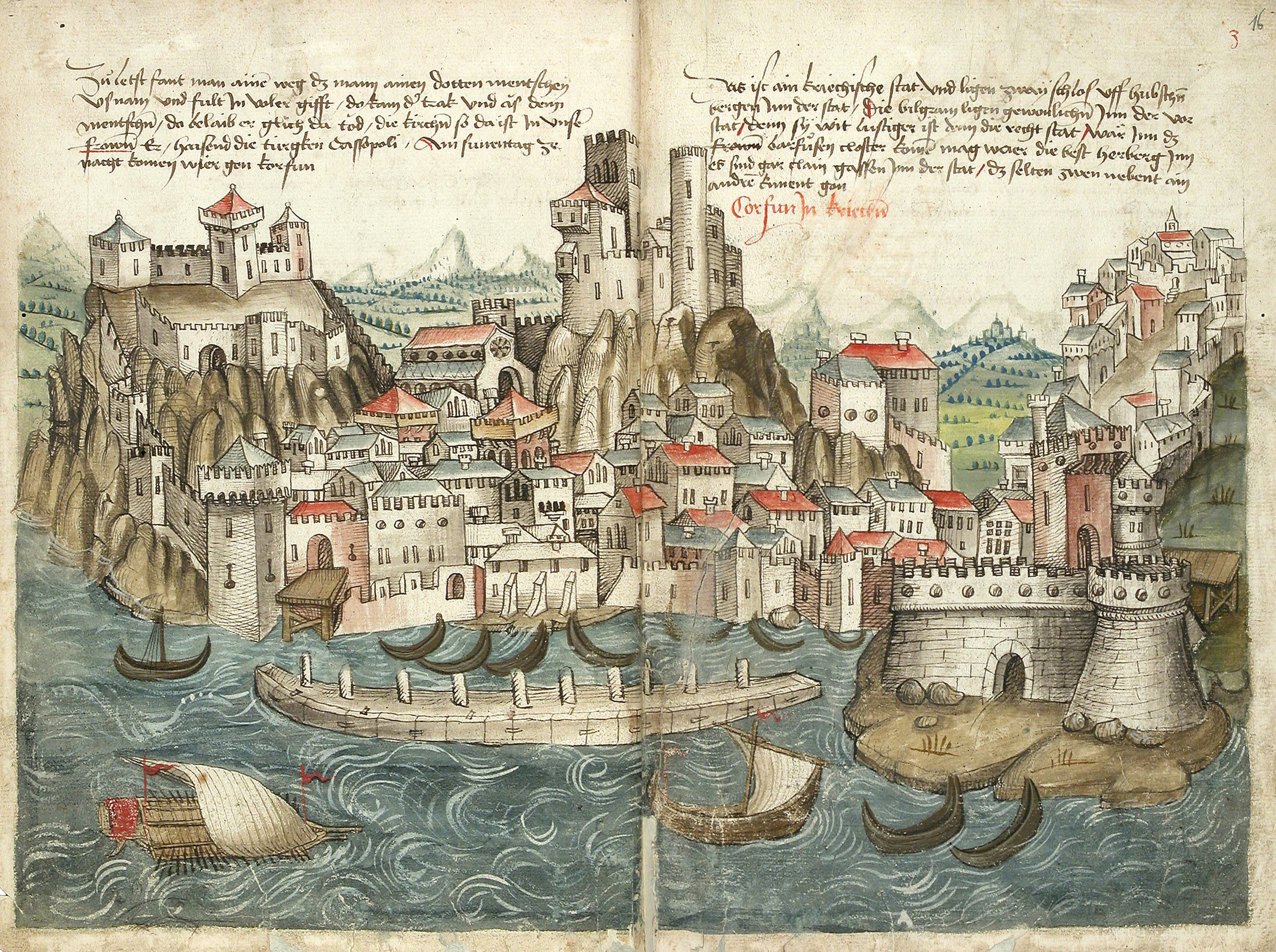
Old depiction of Corfu, 1487
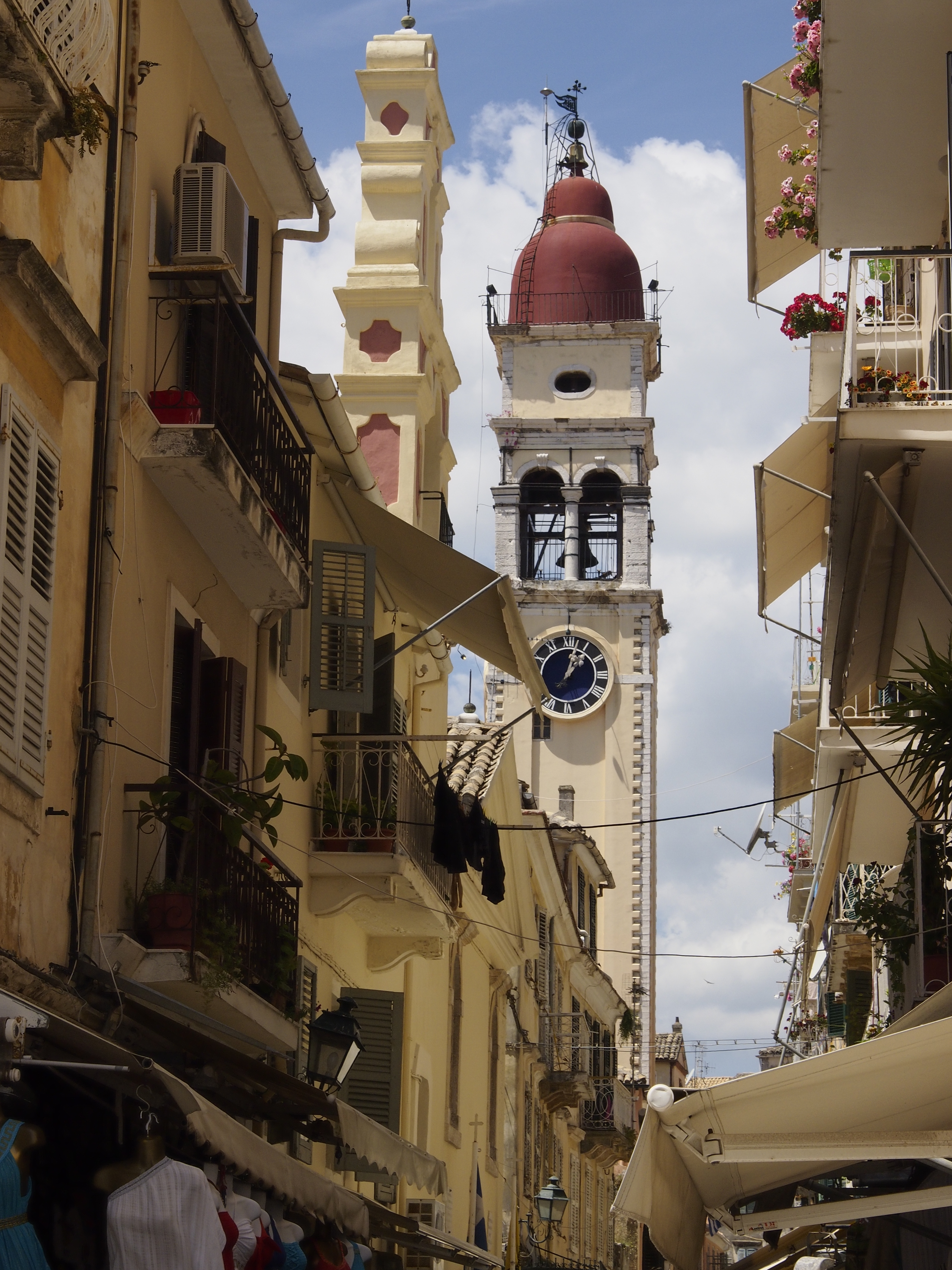
Belltower of the Saint Spyridon Church, patron saint of the city
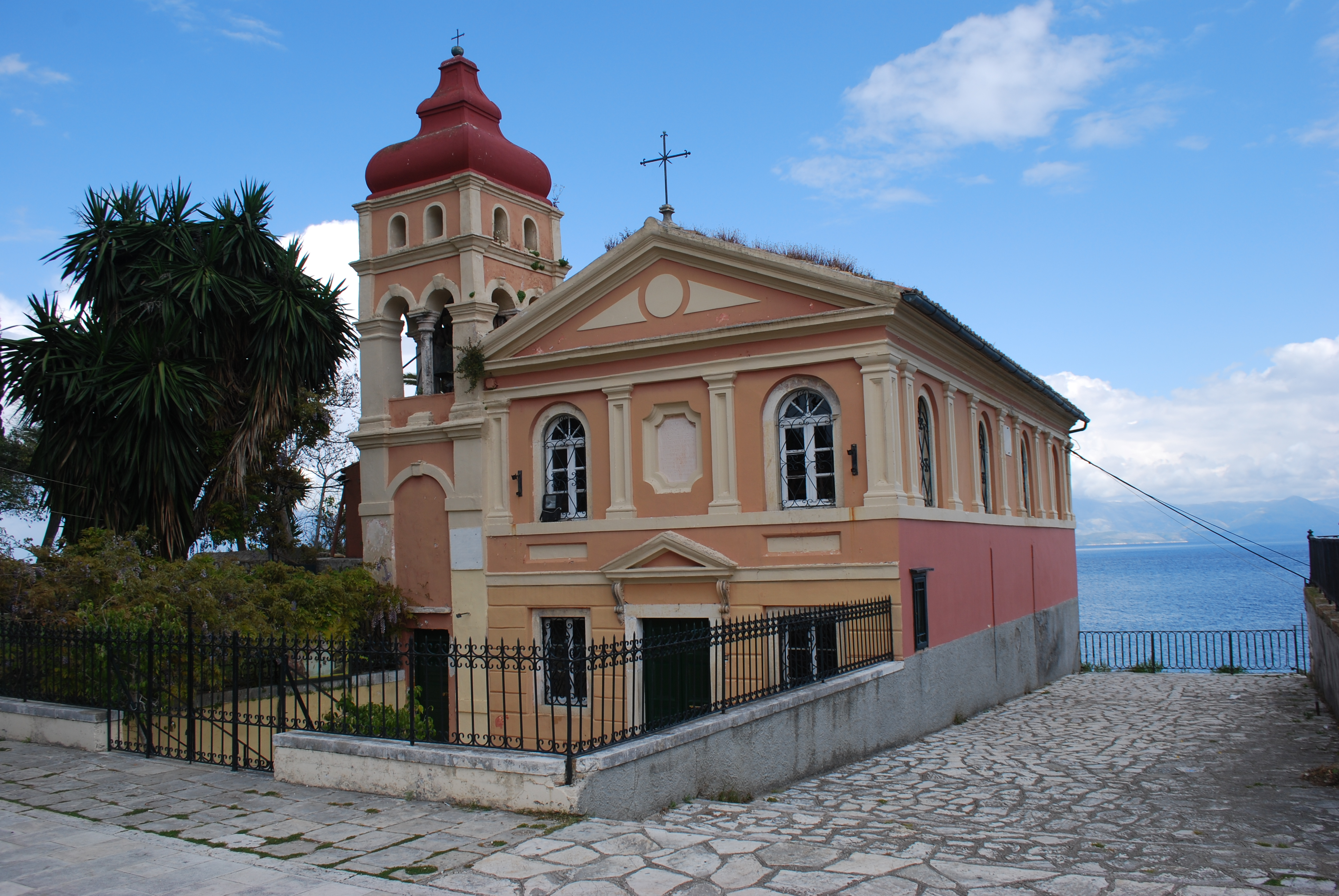
Panagia Mandrakina
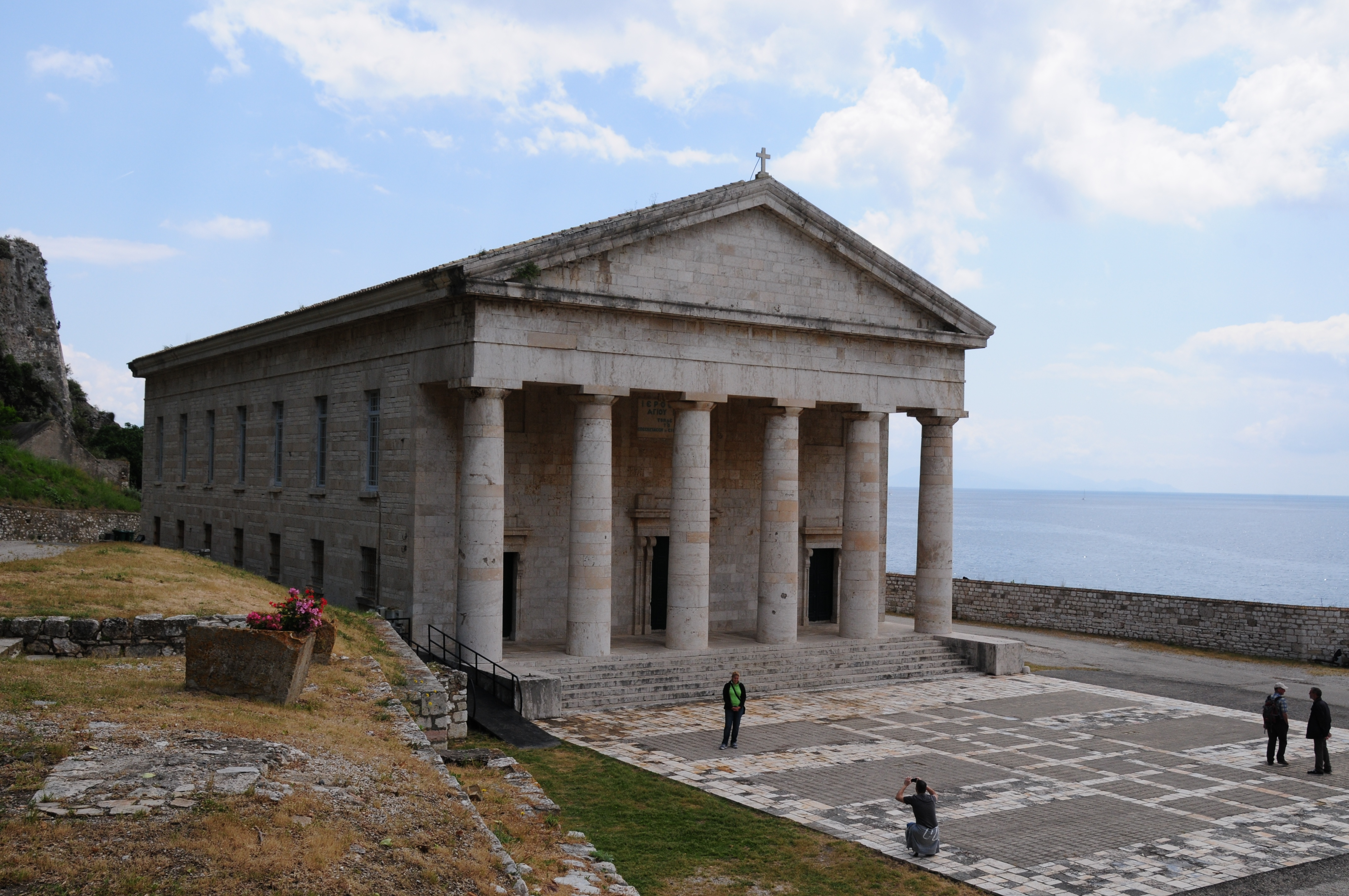
Saint George Temple at the Old Fortress
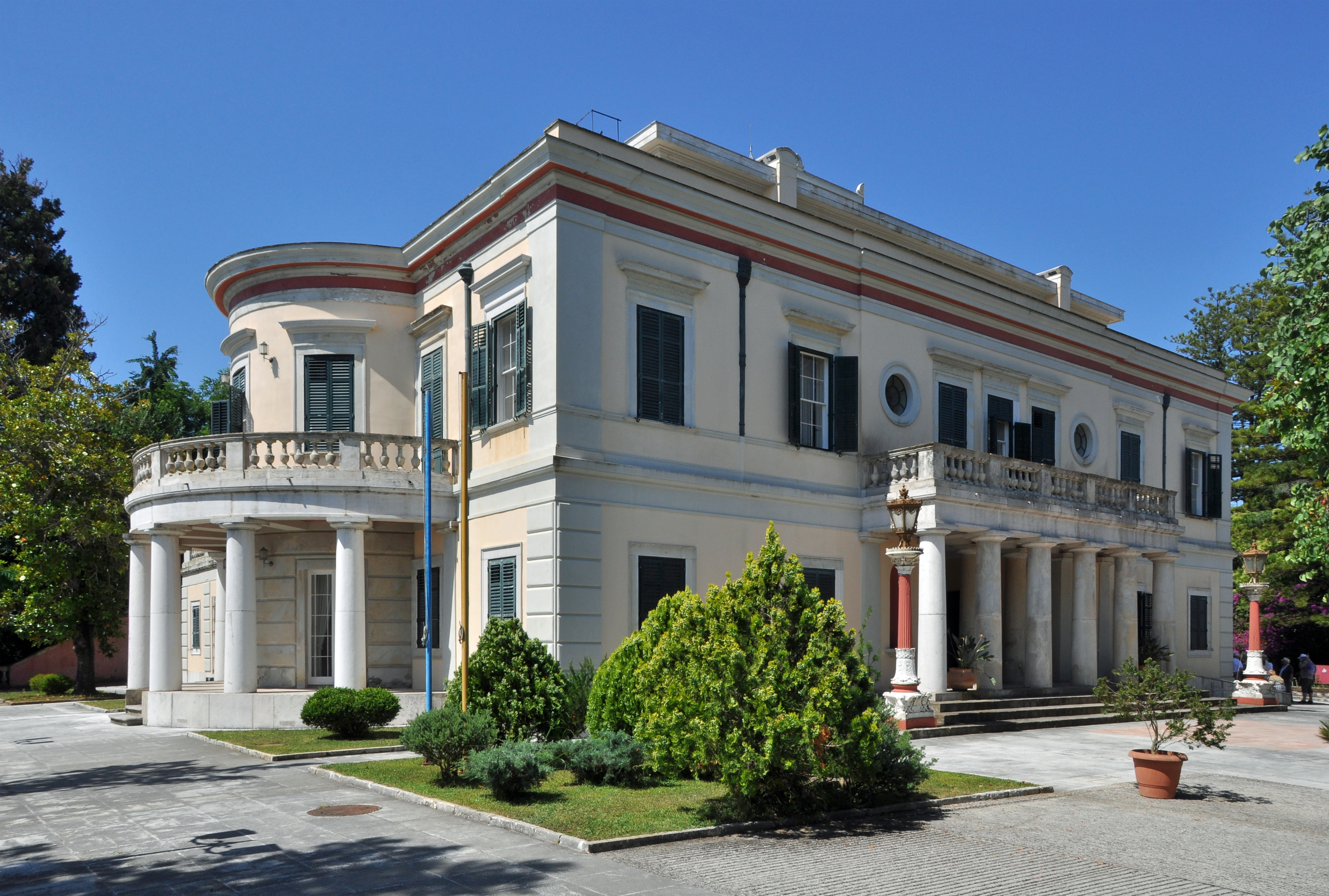
Mon Repos
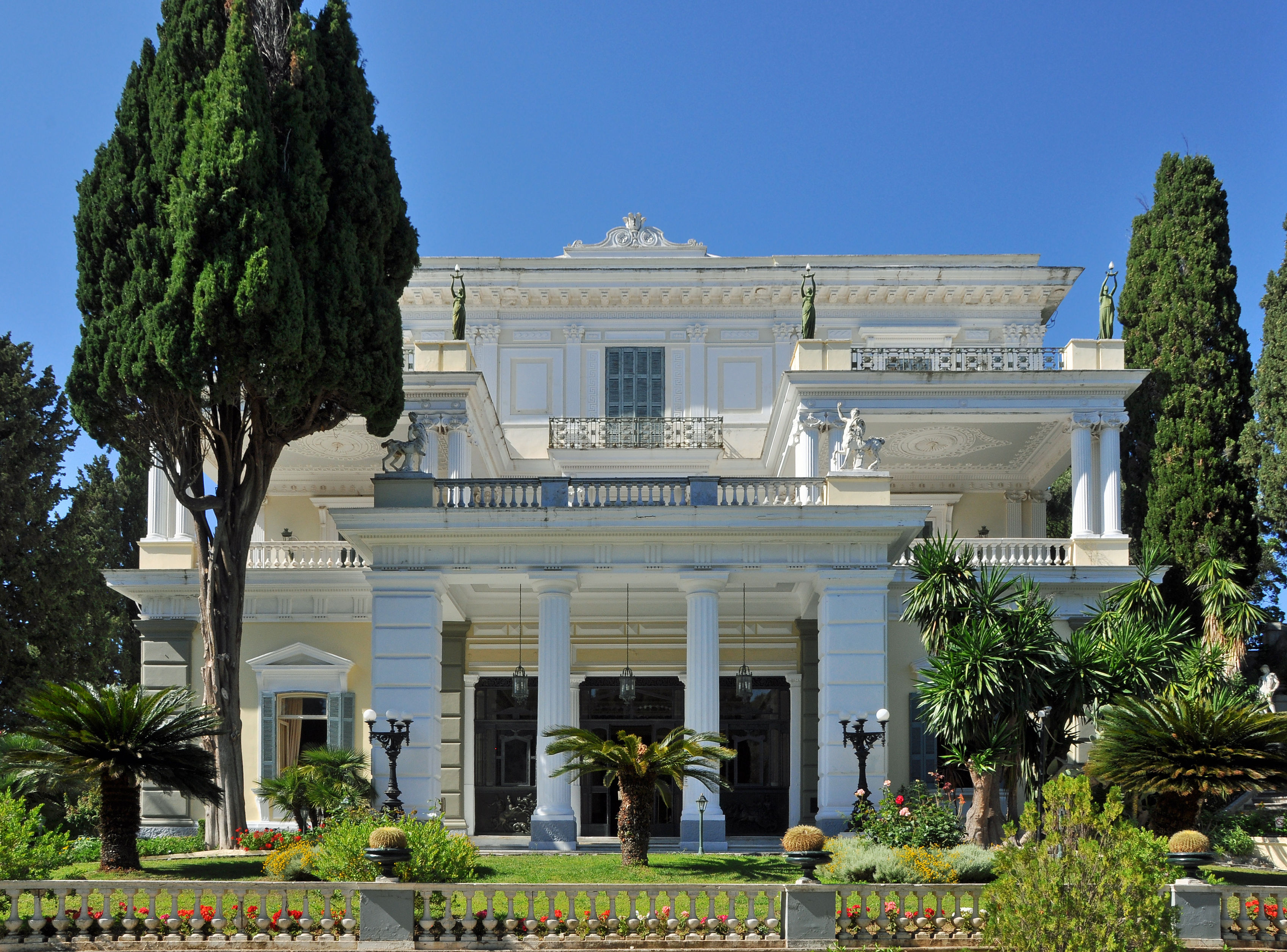
Achilleion façade
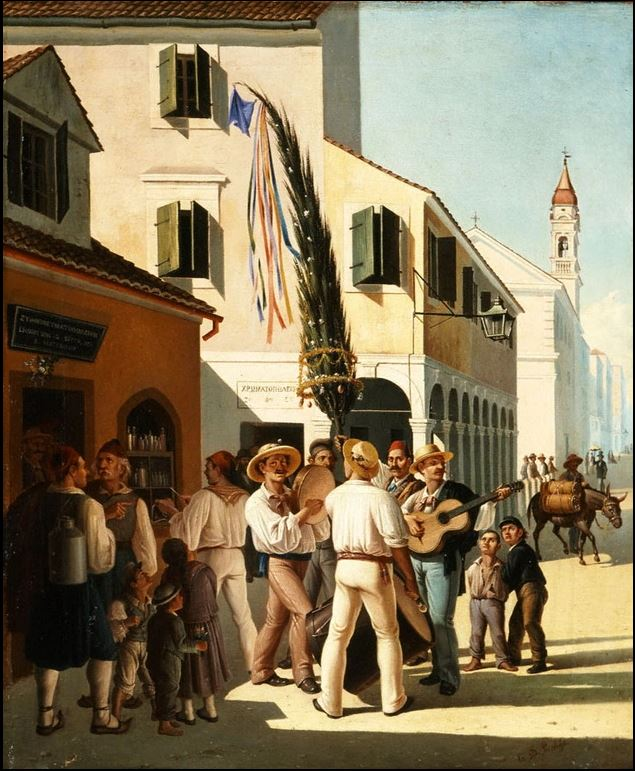
Carnival in Kerkyra by Charalambos Pachis
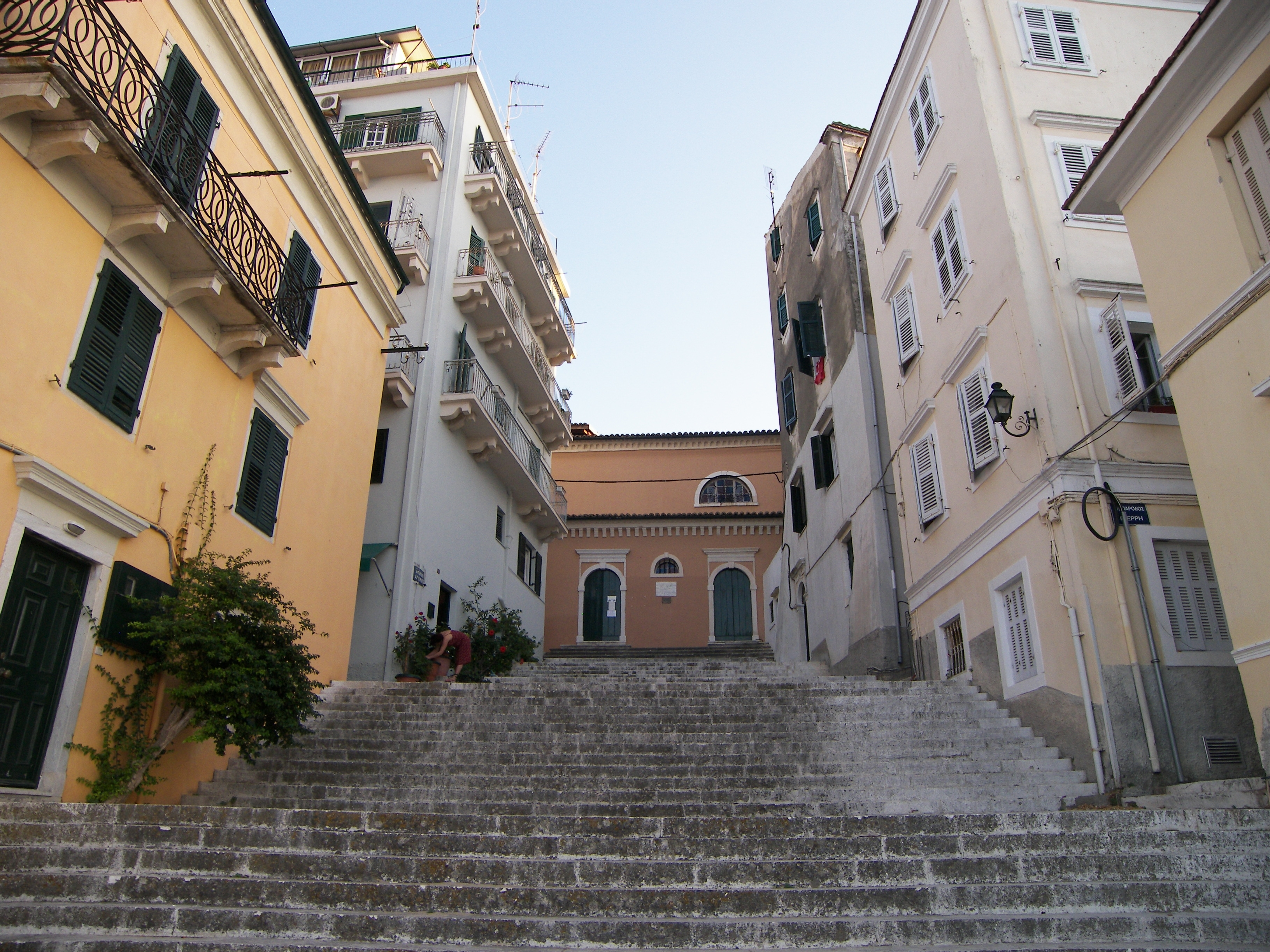
Byzantine Museum of Antivouniotissa
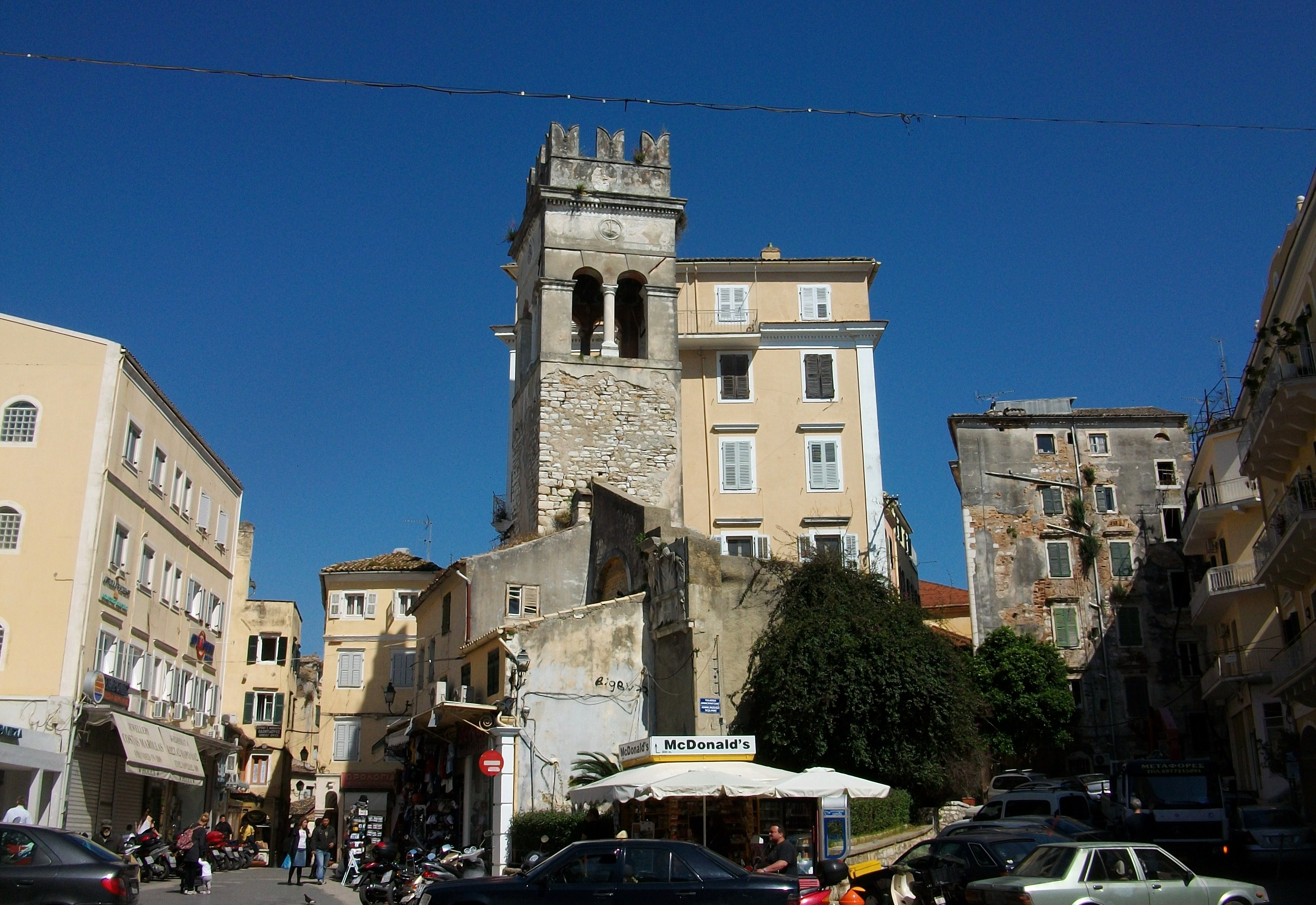
Belltower of Annunziata/Lontsiada Catholic church (Evangelistria)
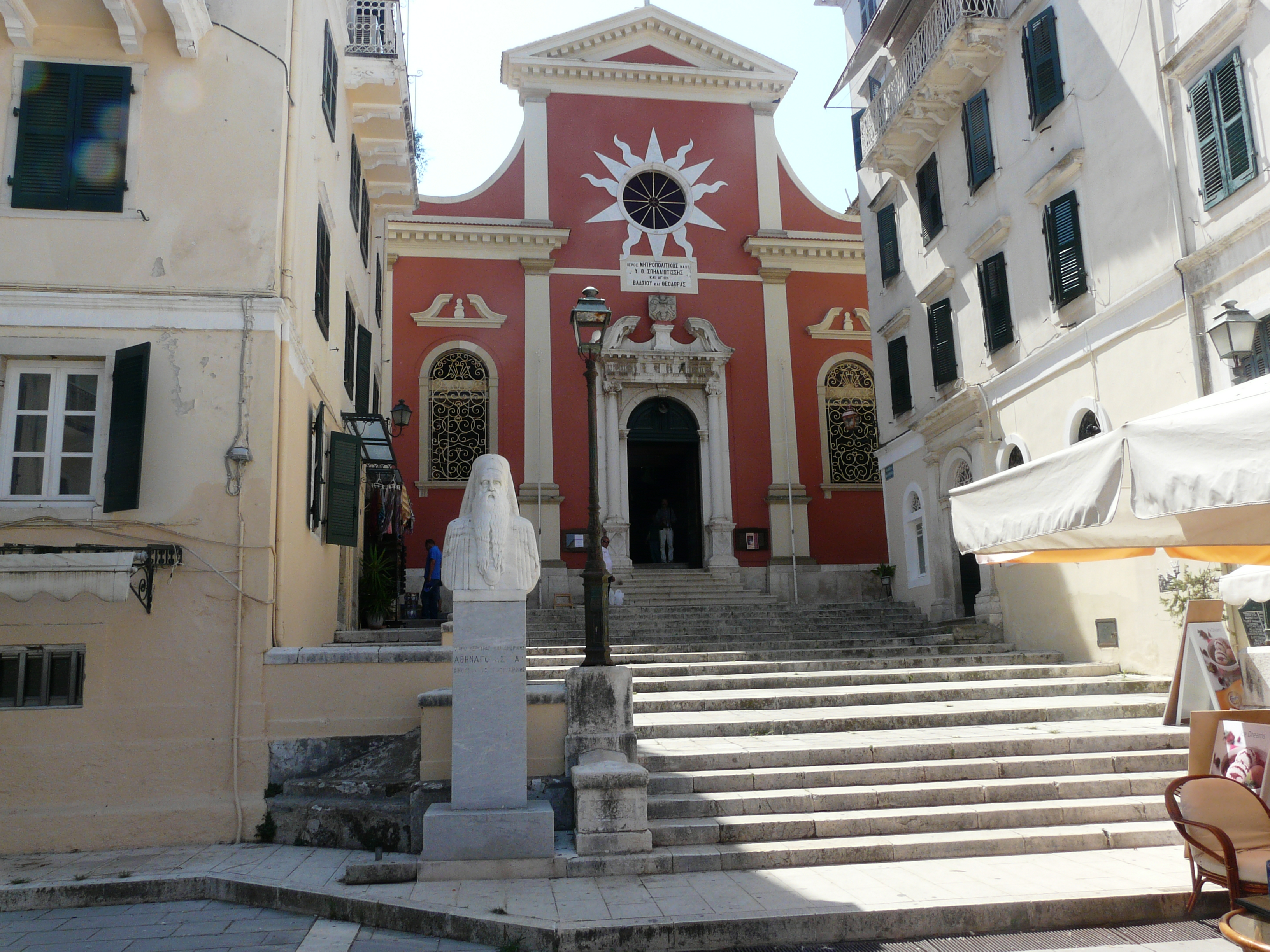
Panagia Spiliotissa Cathedral